# Miguel Allamand
Andrés Francisco Miguel Allamand Madaune (Talca, 9 de mayo de 1925-Santiago, 6 de agosto de 2010) fue un ingeniero, empresario y político chileno de derecha, alcalde de la comuna de Vitacura a comienzos de la década de 1990.

## Primeros años de vida
Sus padres fueron Jean François Allamand Etchepare y Berthe Madaune.
Hasta los cinco años de edad vivió en su ciudad natal, ubicada en la zona centro-sur del país andino. Luego, con su familia, emigró a la capital, concretamente a la comuna de Recoleta, de clase media, donde una tía tenía una casa señorial. Más tarde se trasladarían al barrio Bellavista y luego a Providencia, sector de clase media-alta.
Se tituló como ingeniero civil en la Pontificia Universidad Católica, entidad donde destacó por su desempeño académico. Esto lo llevó a recibir el Premio Marcos Orrego Puelma al mejor estudiante de su generación durante la ceremonia de egreso.
De joven fue un destacado deportista, llegando a ser seleccionado chileno del lanzamiento del disco y decatlón.

## Matrimonio e hijos
Contrajo matrimonio con Margarita Zavala Pintos (fallecida en 2007), con quien tuvo cuatro hijos: Miguel, Andrés (quien sería parlamentario y ministro de Estado), Pablo y María José. Falleció en la capital chilena a los 85 años de edad.

## Vida pública
En 1992 fue elegido alcalde de Vitacura. Debió renunciar en 1994, dos años antes de finalizar su periodo, tras romper relaciones con los otros cuatro concejales de centroderecha de la comuna.

## Historial electoral

### Elecciones municipales de 1992
- Elecciones municipales de 1992, para el Concejo Municipal de Vitacura[6]

(Se consideran solo los 6 candidatos electos, de un total de 15 candidatos)
| Candidato                     | Pacto                          | Partido | Votos | %     | Resultado |
| ----------------------------- | ------------------------------ | ------- | ----- | ----- | --------- |
| Sergio Hernández Gómez        | Concertación por la Democracia | DC      | 8678  | 20,20 | Concejal  |
| Miguel Allamand Madaune       | Participación y Progreso       | RN      | 9669  | 22,51 | Alcalde   |
| Sara Navas Bustamante         | Participación y Progreso       | RN      | 8478  | 19,74 | Concejal  |
| Felipe del Villar Goytisolo   | Participación y Progreso       | Indep.  | 759   | 1,77  | Concejal  |
| Patricia Alessandri Balbontín | Participación y Progreso       | UDI     | 5833  | 13,58 | Concejal  |
| Gonzalo Casas Errázuriz       | Participación y Progreso       | UDI     | 2708  | 6,30  | Concejal  |

## Nota
1. ↑  En una declaración pública, Allamand argumentó "la falta de apoyo de la mayoría de los miembros del Concejo Municipal, paradójicamente de mi misma línea y orientación política".